# Sultan Khalifa
Sultan Khalifa (ar. سلطان خليفة; ur. w 1969) – emiracki kolarz szosowy, olimpijczyk.
Brał udział w Letnich Igrzyskach Olimpijskich 1988 w Seulu. W jeździe indywidualnej ze startu wspólnego był jedynym emirackim kolarzem, który ukończył wyścig. Zajął 101. miejsce (wyścig ukończyło 109 zawodników). W drużynowej jeździe na czas, ekipa Zjednoczonych Emiratów Arabskich (z Khalifą w składzie) zajęła 29. miejsce, wyprzedzając jedynie zespół Malawi oraz niesklasyfikowanych Belizeńczyków.
Na tych samych igrzyskach Sultan Khalifa pełnił funkcję chorążego reprezentacji ZEA podczas ceremonii otwarcia.